# Estación Mercedes (Sarmiento)
Mercedes es una estación ferroviaria de la ciudad homónima, Provincia de Buenos Aires, Argentina.

## Servicios
La estación corresponde al Ferrocarril Domingo Faustino Sarmiento de la red ferroviaria argentina.
La Línea Sarmiento cuenta con un servicio interurbano entre esta estación y Moreno por Trenes Argentinos Operaciones.
También se presta servicio entre las estaciones Once y Bragado, haciendo parada en esta estación.

## Ubicación
Se encuentra al sur del ejido urbano de la ciudad, en el predio entre las calles 6 y 12, y 17 y 19 y a 97 km al oeste de la estación Once.